# 微生物学的検査

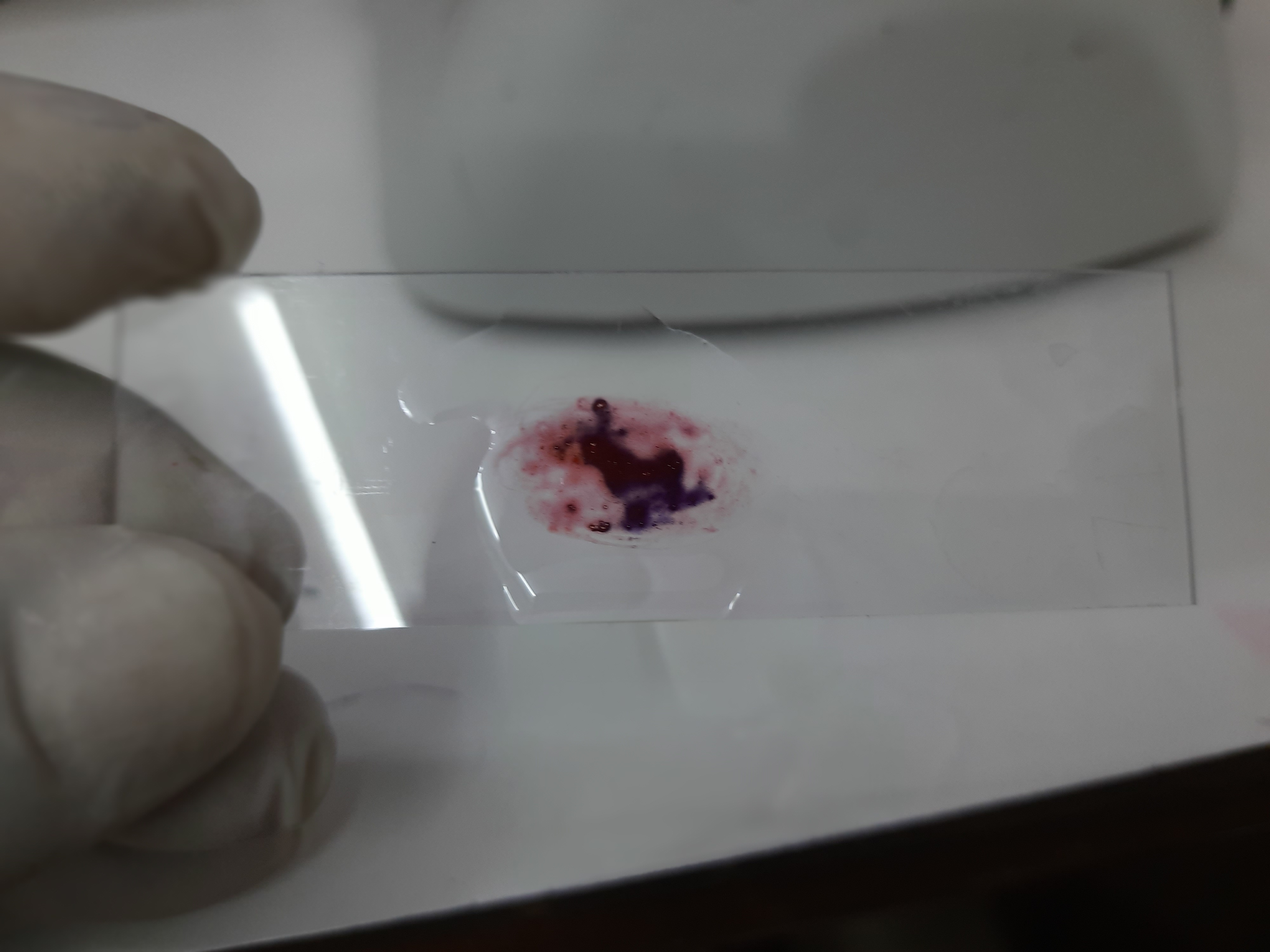
スライドガラスに塗抹・グラム染色された喀痰標本。顕微鏡観察のための油浸用オイルが滴下されている。

微生物学的検査（びせいぶつがくてきけんさ、微生物検査、英語: microbiology test）とは、検体中の病原微生物を対象とする臨床検査である（細菌検査とよばれることもある）。病原微生物を同定する検査（顕微鏡検査、抗原検査、培養検査、質量分析、遺伝子検査など）、および、 病原微生物の薬剤感受性を調べる検査が含まれる。

## 検体

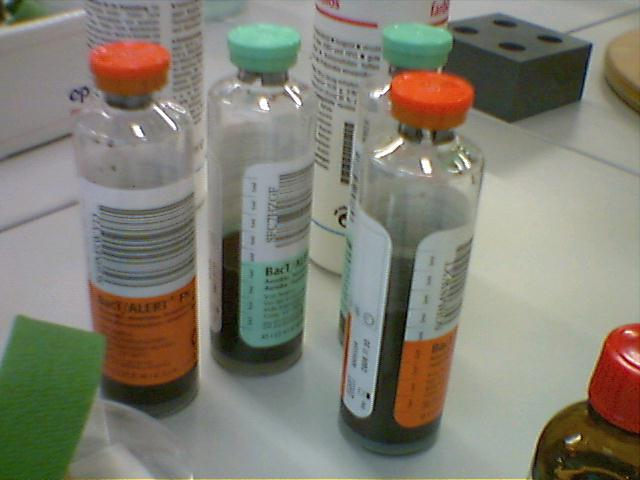
血液培養ボトル

細菌検査の検体（材料）は、通常は無菌のものと、常在菌が存在するものと、に大別される。
通常無菌の検体（材料）
血液、脳脊髄液、胸水・腹水・関節液などの穿刺液が含まれる。微生物が検出されたら必ず病的である（採取時の常在菌による汚染を除く）。代表的な無菌検体である血液は、通常、血液培養ボトルに採取されて自動血液培養検査装置などで菌の発育を監視し、発育が認められたら分離培養・同定に進むことになる。また、血管内留置カテーテルも血流感染の検索のため培養検査を行うことがある。
常在菌が存在する検体（材料）
喀痰など気道由来、糞便など消化管由来、泌尿・生殖器系由来、皮膚由来などがある。
常在菌が増殖して病原菌が検出困難になるのを避けるため速やかに検査する必要がある。
また、病原微生物も常在菌として存在（保菌）していることがあり、病原微生物を検出しても、感染ではなく保菌の可能性がある。

## 同定検査の概要
検体から迅速に微生物を検出し同定する方法として、顕微鏡検査と抗原検査がある。検体中の微生物を培地で一定の時間をかけて増殖させてから同定するのが培養同定検査であり、細菌（一般細菌、抗酸菌、真菌）について行われる。近年は、検体から直接、または、培地で増殖させてから、病原体の核酸を検出する病原体遺伝子検査もよく行われる。
なお、免疫化学検査装置を用いて抗原抗体反応により血液中の微生物を検出する検査や、微生物への人体の、免疫抗体産生（HIV抗体など）、細胞性免疫（結核菌特異的IFN-γ遊離試験など）などの免疫学的反応を利用する臨床検査も多数あるが、これらは、通常、微生物学的検査ではなく免疫血清学的検査に分類される。

## 顕微鏡検査

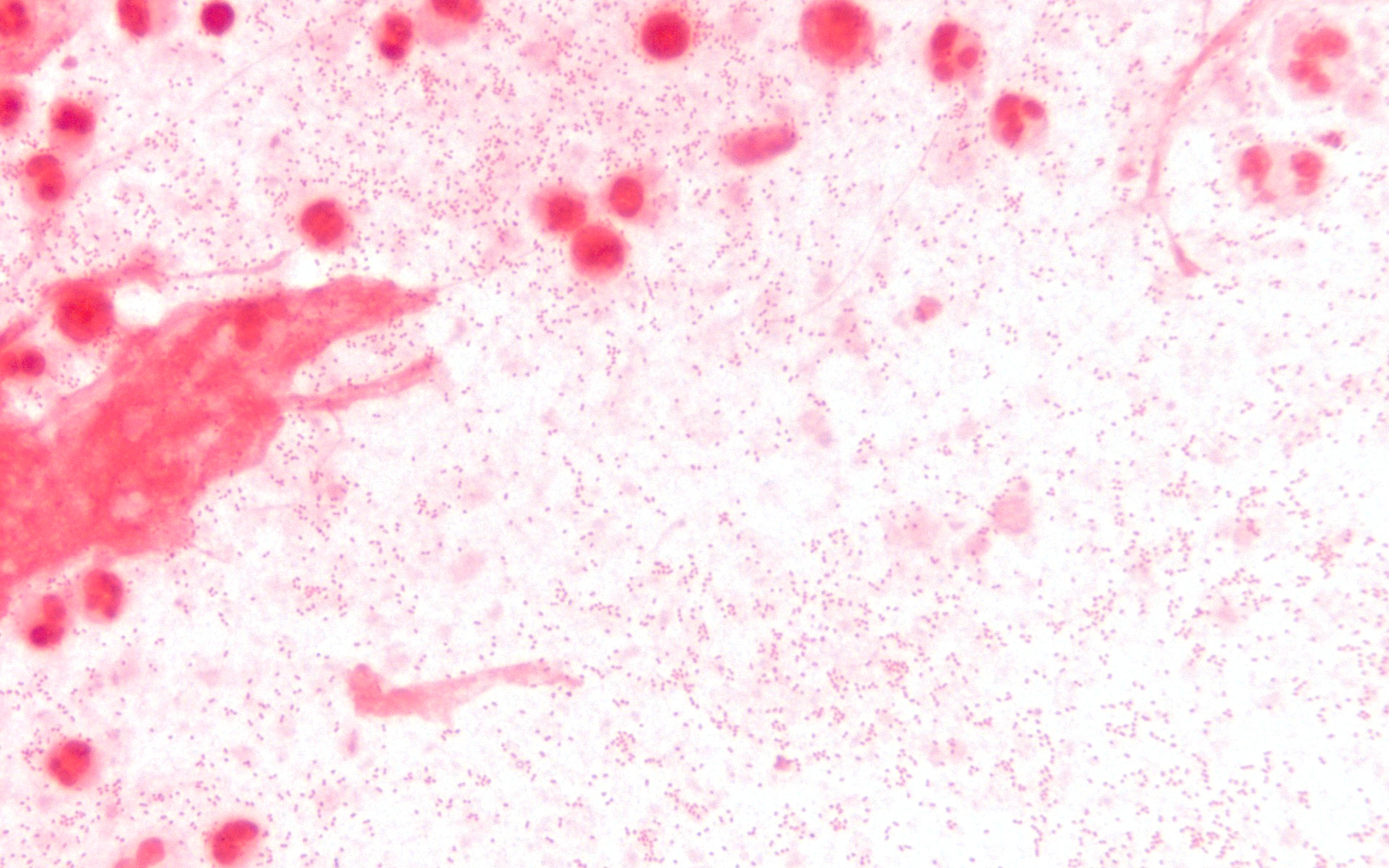
喀痰グラム染色：グラム陰性桿菌のインフルエンザ菌（ピンクに染まっている）

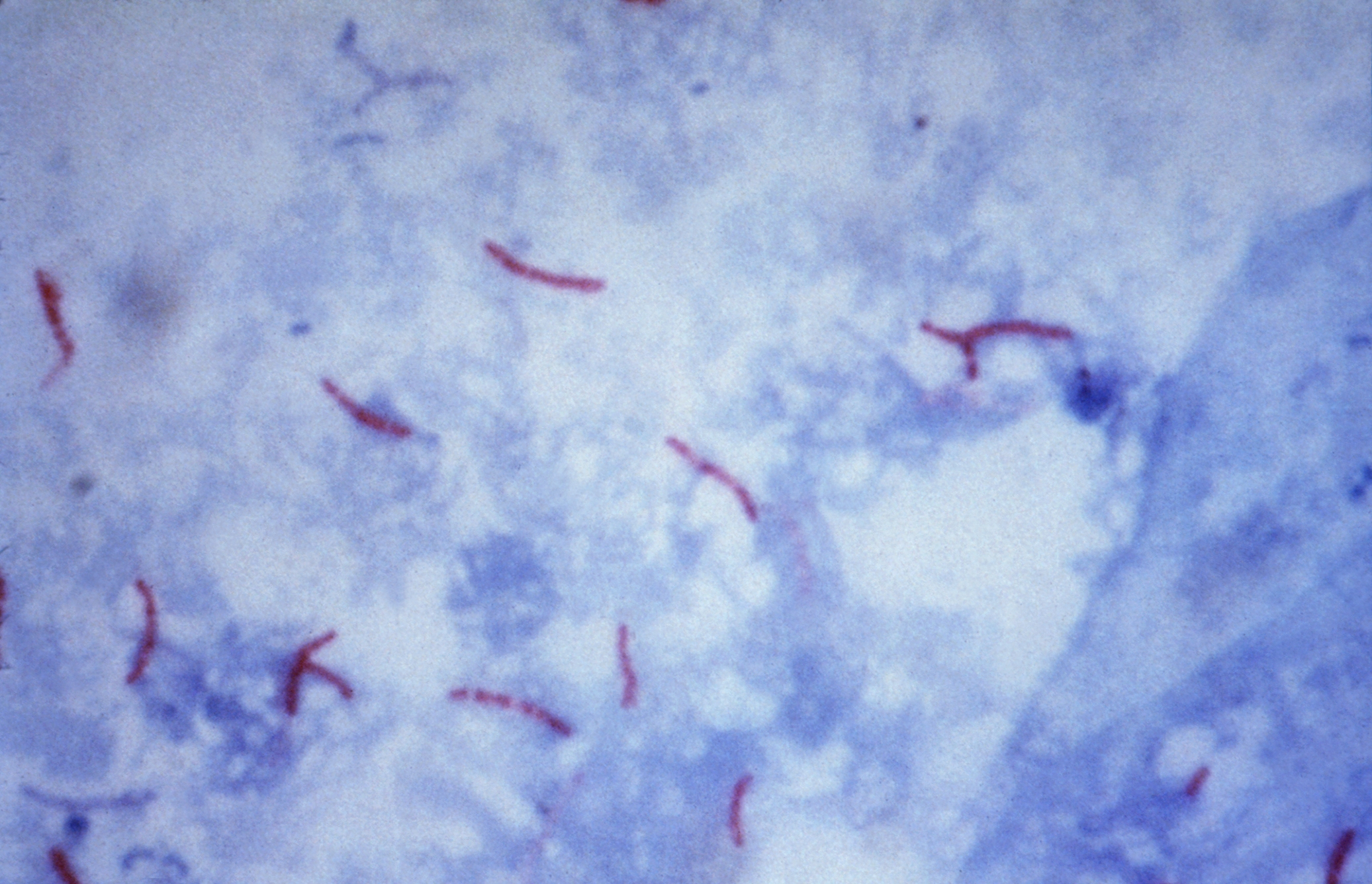
結核菌のチール・ネールゼン染色（赤く染まっている）

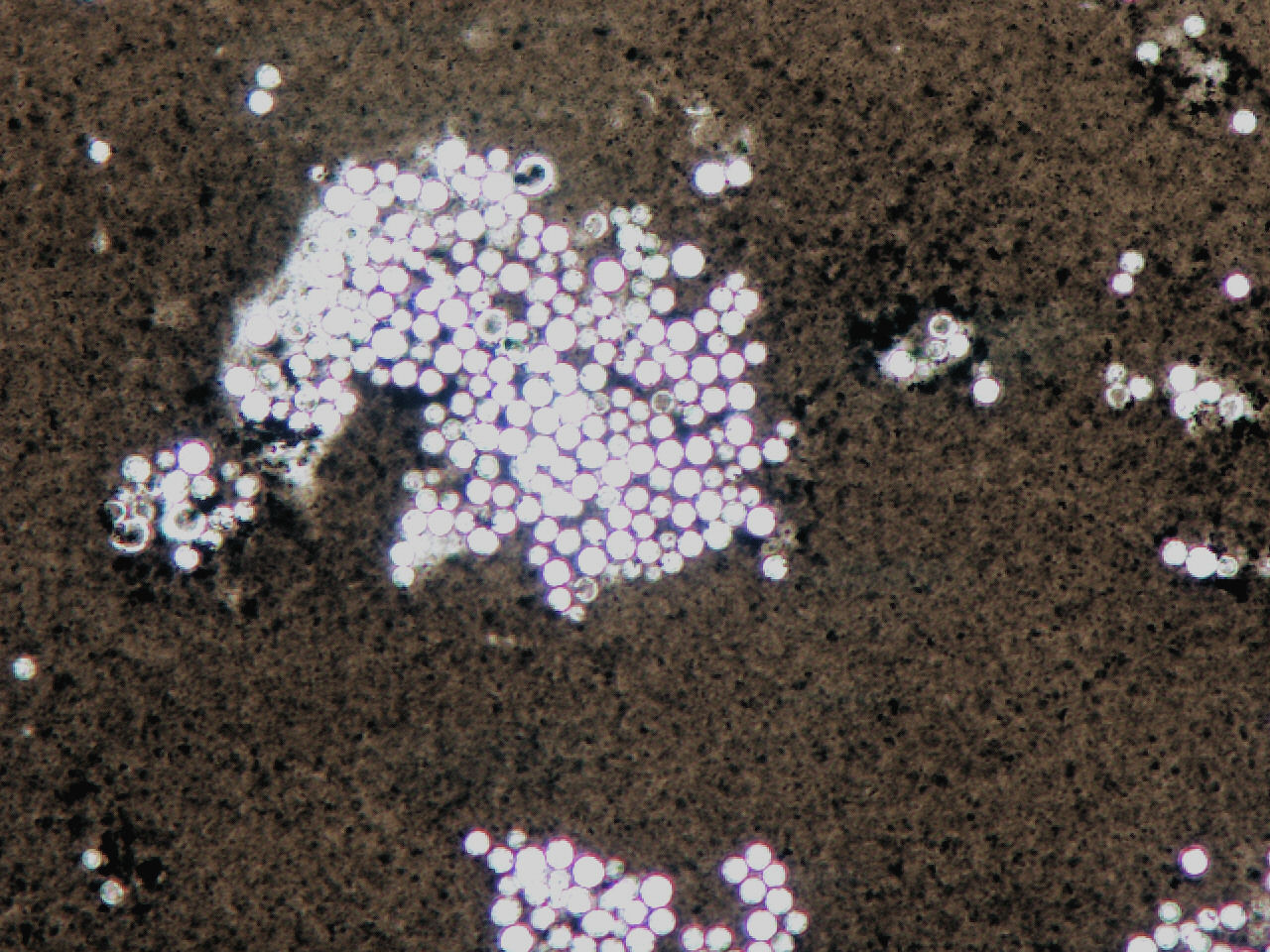
クリプトコッカス墨汁染色

細菌や真菌が主な対象となる。ウイルスは光学顕微鏡では観察できないため、通常、対象外である。
顕微鏡検査で菌を検出するには、104-105/mLの菌濃度が必要であり、液状検体は遠心して沈渣を観察することも多い。また、血液については、敗血症の場合も血液中の細菌の数はきわめて少ないため、直接、血液を塗抹鏡検することは行われない。それほど感度が高い検査ではないが、迅速・安価に実施でき、臨床経過ともあわせて得られる情報が多い。
顕微鏡検査に際しては、通常は簡便なグラム染色を行う。特徴的な形態や染色性からある程度菌種を絞り込むことが可能である。白血球数などから炎症の有無も推測できることがある。また、痰など常在菌で汚染されている検体では、白血球に多数貪食されている菌は起炎菌と推定することができる。治療が有効であれば菌が消失するので治療効果の評価にも有用である。
ただし、抗酸菌、レジオネラ、クラミジア、マイコプラズマなど、グラム染色で染まりにくい微生物も存在するので注意を要する。結核菌など抗酸菌感染を疑う場合は、抗酸染色（蛍光染色、チール・ネールゼン染色、キニヨン染色など）を行う。また、脳脊髄液中のクリプトコッカスは墨汁染色で観察することがある。
その他、赤痢アメーバ、ランブル鞭毛虫、トリコモナスなど原虫の場合は検体を無染色で鏡検して運動を観察することもある。
喀痰では、菌の観察とあわせて、検体採取の適切性（唾液が混入していないか）を肉眼的観察（Miller & Jones分類）および鏡検（Geckler分類）で評価する（たとえば、鏡検で扁平上皮細胞が多数みられる場合は唾液の混入が疑われ、結果解釈に注意が必要である）。

## 抗原検査

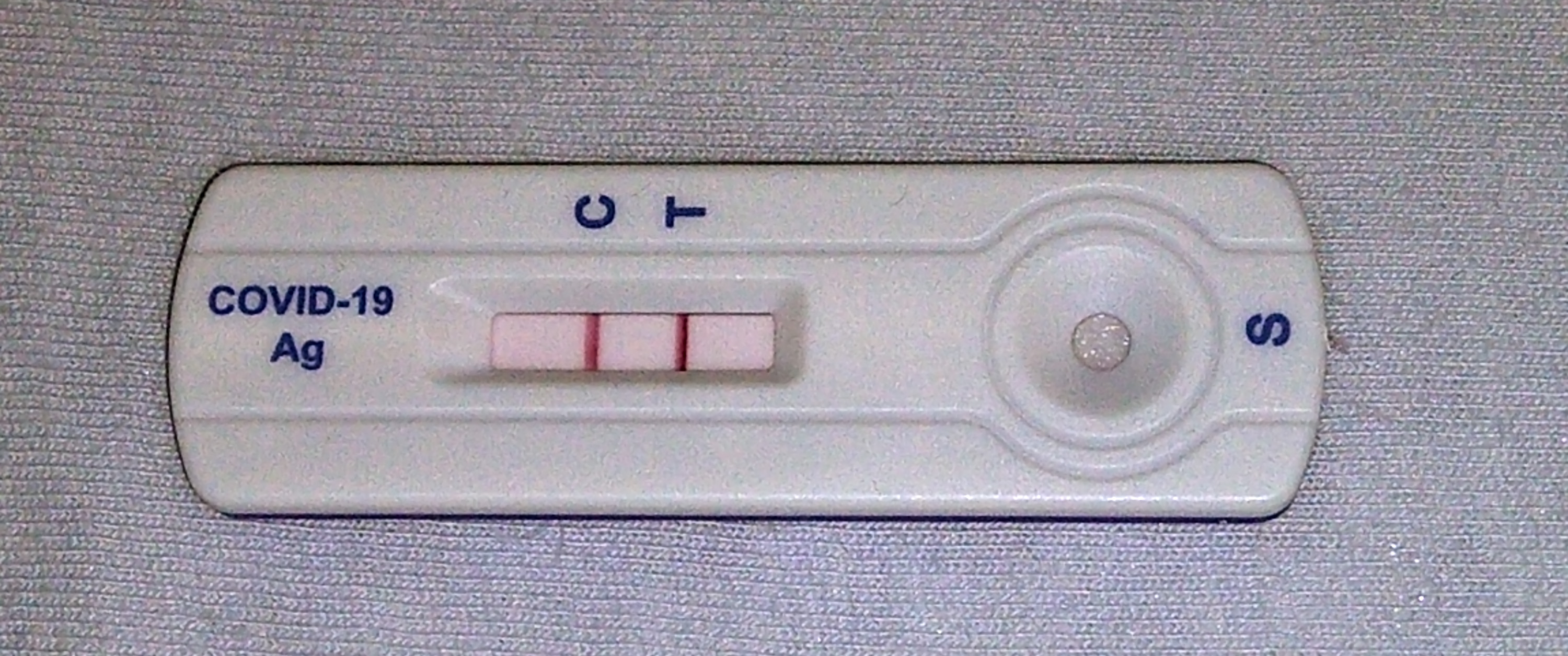
新型コロナウイルス（SARSコロナウイルス2）抗原のイムノクロマトグラフィによる迅速検査で陽性を呈している。

免疫学的な抗原・抗体反応により、細菌検査検体から微生物やその毒素を検出するイムノクロマトグラフィによる迅速検査がよく行われている。微生物検査室で実施される場合と、関連診療科や救急部門の診療現場で実施（臨床現場即時検査、POCT）する場合がある。以下、例をあげる。
細菌
- 髄液：肺炎球菌、ヘモフィルスインフルエンザb型（Hib）
- 尿：レジオネラ・肺炎球菌（菌そのものではなく尿中に排泄される抗原が対象）
- 上気道：A群溶血性レンサ球菌
- 下気道：肺炎マイコプラズマ
- 便：クロストリジオイデス・ディフィシル（旧称：クロストリジウム・ディフィシル）、CDトキシン（クロストリジオイデス・ディフィシルの産生する毒素）、ヘリコバクター・ピロリ、大腸菌ベロトキシン

ウイルス
- 上気道：インフルエンザウイルス、RSウイルス、コロナウイルス、アデノウイルス、ヒトメタニューモウイルス、新型コロナウイルス（SARSコロナウイルス2）
- 便：アデノウイルス、ロタウイルス、ノロウイルス
- 水疱内容物：水痘帯状疱疹ウイルス、単純ヘルペスウイルス

真菌
検査装置による、血中のβグルカンや、血中または髄液中の真菌抗原（アスペルギルス、クリプトコッカス）の検査があるが、免疫血清学的検査として扱われることが多い。

## 培養・同定

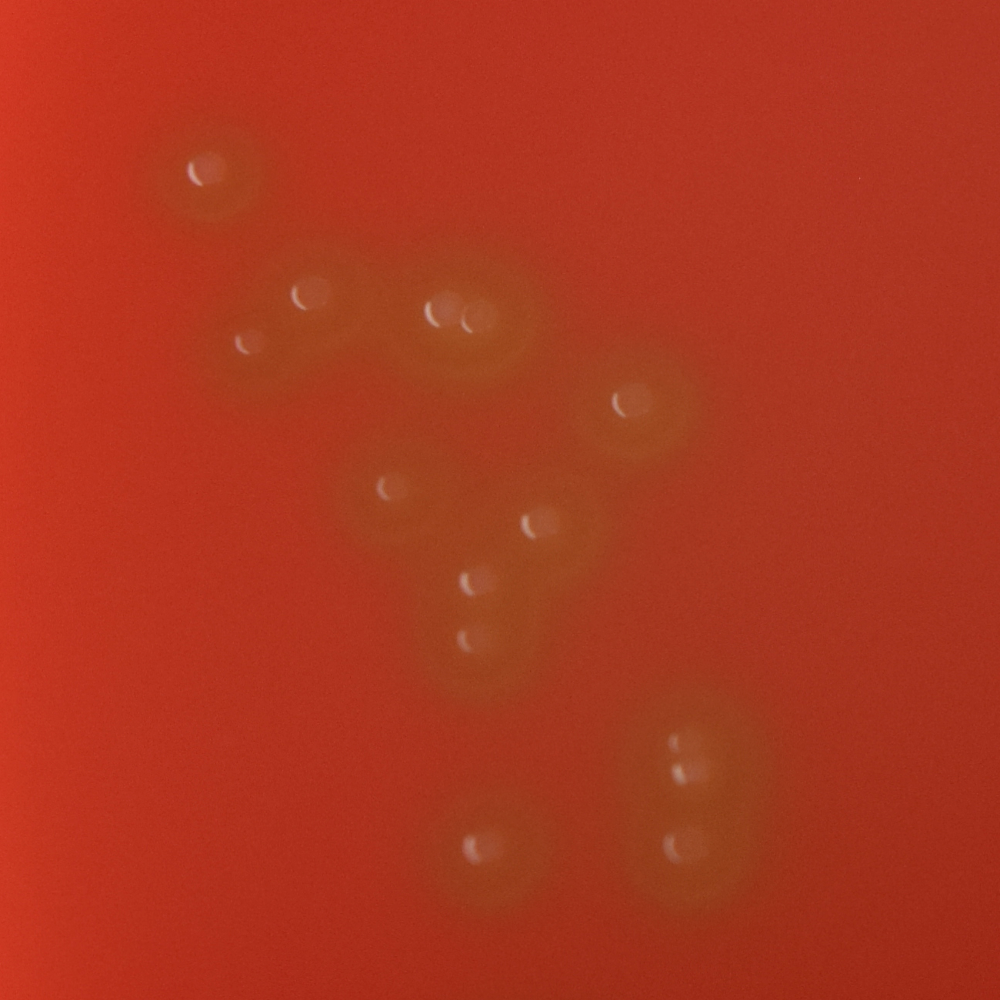
血液寒天培地でα溶血（緑色）を呈する肺炎球菌のコロニー（集落）

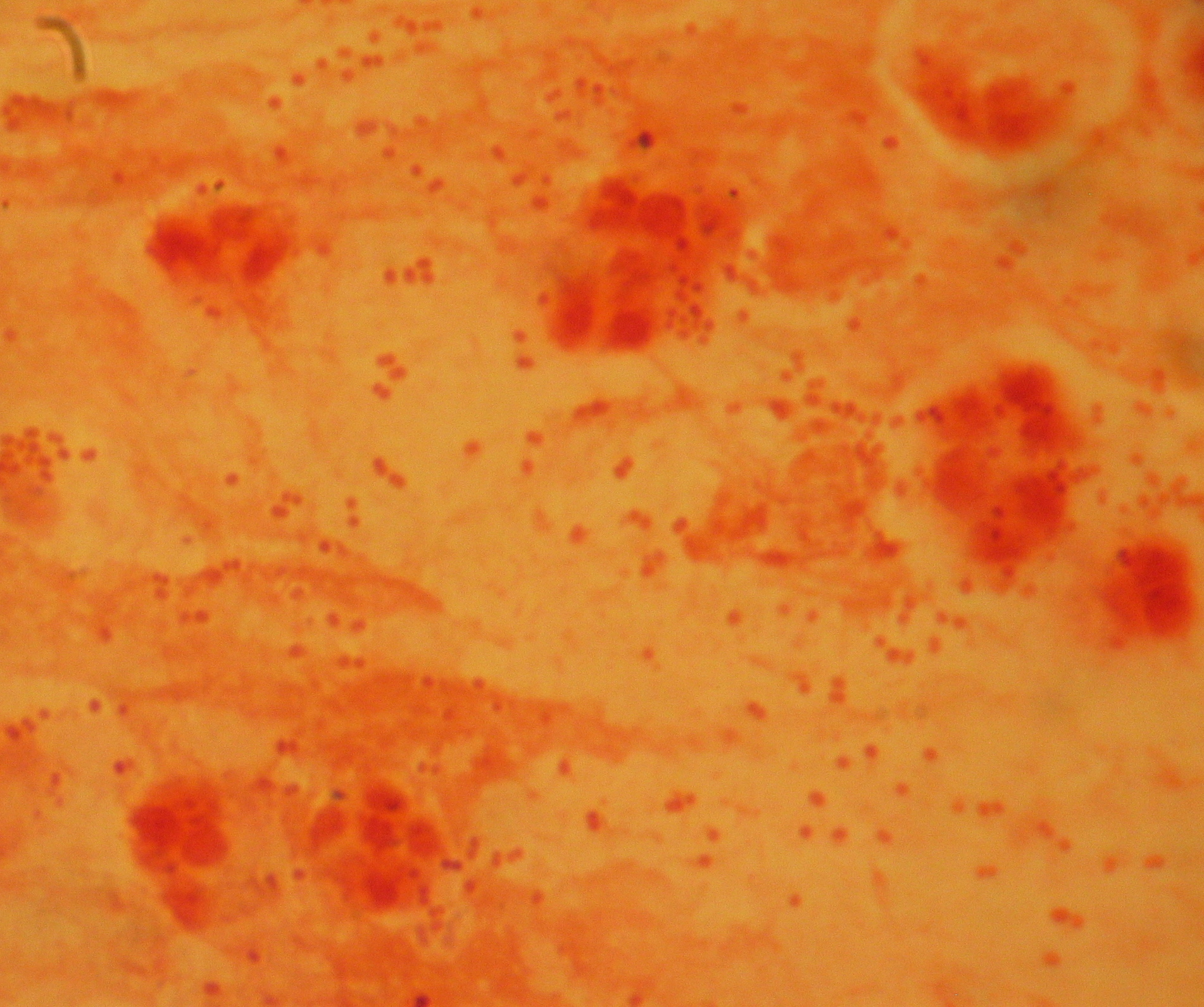
インフルエンザ菌グラム染色：グラム陰性（ピンクに染まる）の短桿菌

微生物を培養して数を増やし、一種類の菌のみを分離してから同定する検査である。
主に細菌と真菌について行われるが、クラミジア、リケッチア、スピロヘータなどをはじめとして、培養が困難な細菌も多々存在する。真菌ではニューモシスチスが培養困難である。
ウイルスの培養は生きた細胞が必要であり、通常、医療施設内では行われない。

### 分離培養
菌の同定や薬剤感受性検査には、通常、一種類の菌のみを分離する必要がある。痰などの検体中には、目的菌（病原菌）以外に、正常の生体細菌叢を形成する常在菌なども多数混在している。検体（または増菌後の培地）を寒天培地（寒天平板）に塗抹して、それぞれ一種類の菌のみで構成されるコロニー（集落）を形成させる。
血液培養は、菌が増殖するのを確認してから、液体培地を取り出して各種寒天培地に接種する。
嫌気性菌は酸素濃度を低く維持する嫌気培養装置を用いる。抗酸菌は抗酸菌用の培地（液体培地、小川培地など）を用いる。なお、抗酸菌は増殖が遅く、小川培地では8週間は観察が行われる。

### 同定
培地上に発育した集落（コロニー）の形態・性状や、血液寒天培地においては溶血の状況を観察する。また、集落（コロニー）から白金耳で釣菌するなどして得た菌株について、同定培養、各種の同定キット、質量分析装置などにより、菌種を同定する。カタラーゼ試験、オキシダーゼ試験、コアグラーゼ試験などは、同定に用いられる古典的な検査である。免疫学的な方法で菌の血清型別を調べる場合もある（腸管出血性大腸菌O157:H7を疑う場合など）。近年は、薬剤感受性と同定を並行して行う自動化装置や質量分析法により同定を行う場合が増えている。

### 質量分析法

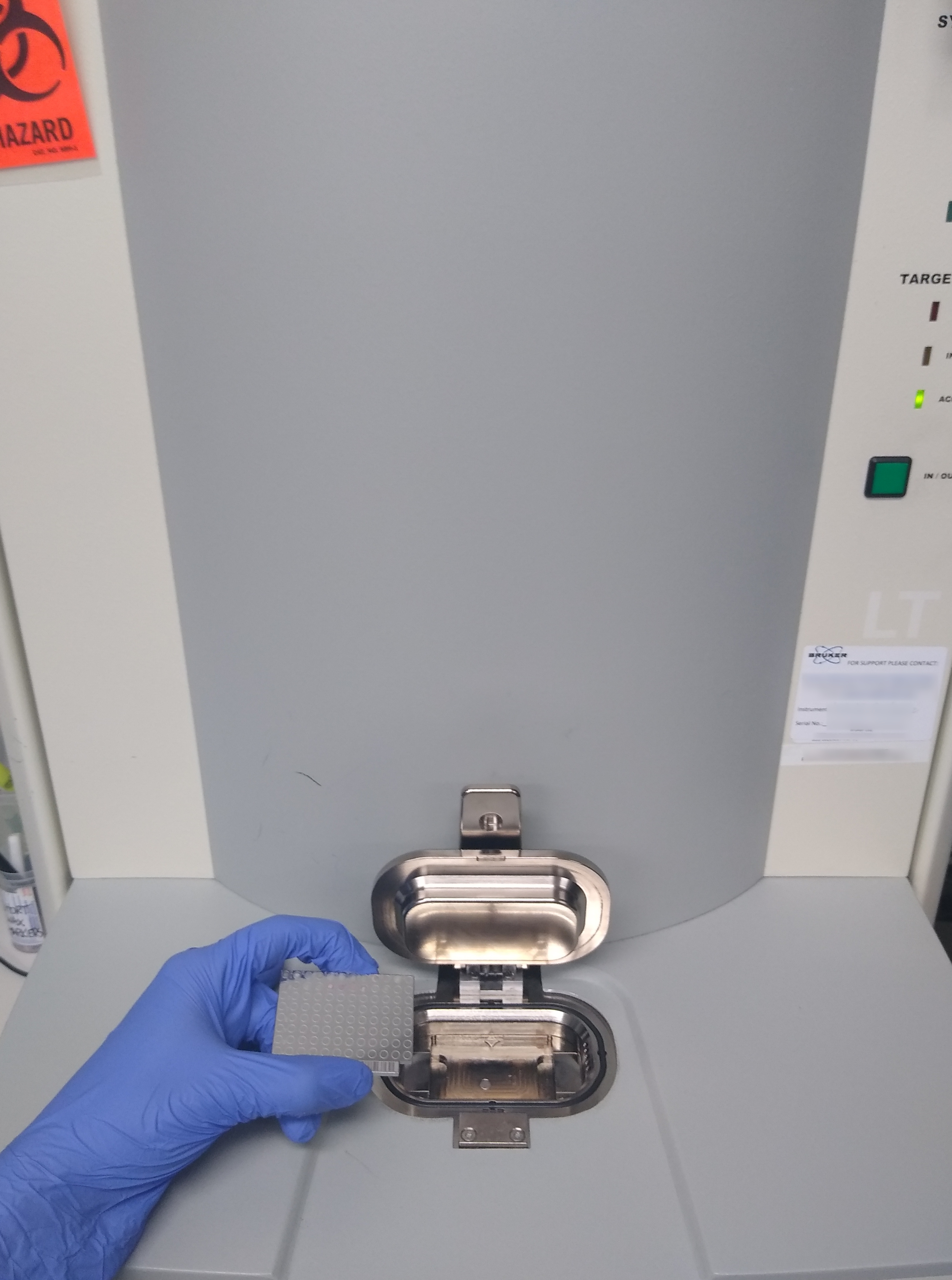
微生物検査用質量分析装置 Bruker Biotyper MALDI-TOFに菌の試料を塗布したターゲットプレートを装填している。

マトリックス支援レーザー脱離イオン化法によりイオン化された試料の飛行時間と質量をデータベースとマッチングし、菌種を同定する方法である（MALDI-TOF:Matrix Assisted Laser Desorption / Ionization、Time of Flight)。分離培養で得られたコロニー（集落）から検体を採取して10分程度で同定が可能であり、生化学的性状による同定と比し、著しく短時間（約1日早くなる）、かつ、高精度の同定が可能である。なお、主にリボソームタンパク質をターゲットとしているため、臨床的に重要な菌種を区別できない場合があり、従来の同定手法を完全に置き換えるまでにはいたっていない。また、薬剤感受性の評価も難しい。

### スクリーニング培養（簡易培養）
健常人においても、常在菌として特定の菌を保有（保菌）しているかどうかが問題になることがある。
たとえば、妊婦がB群溶血性レンサ球菌（GBS）を保有していると新生児のGBS感染症のリスクがあるため、
スクリーニング検査と陽性者への抗菌剤の投与が行われている。

## 病原体遺伝子検査

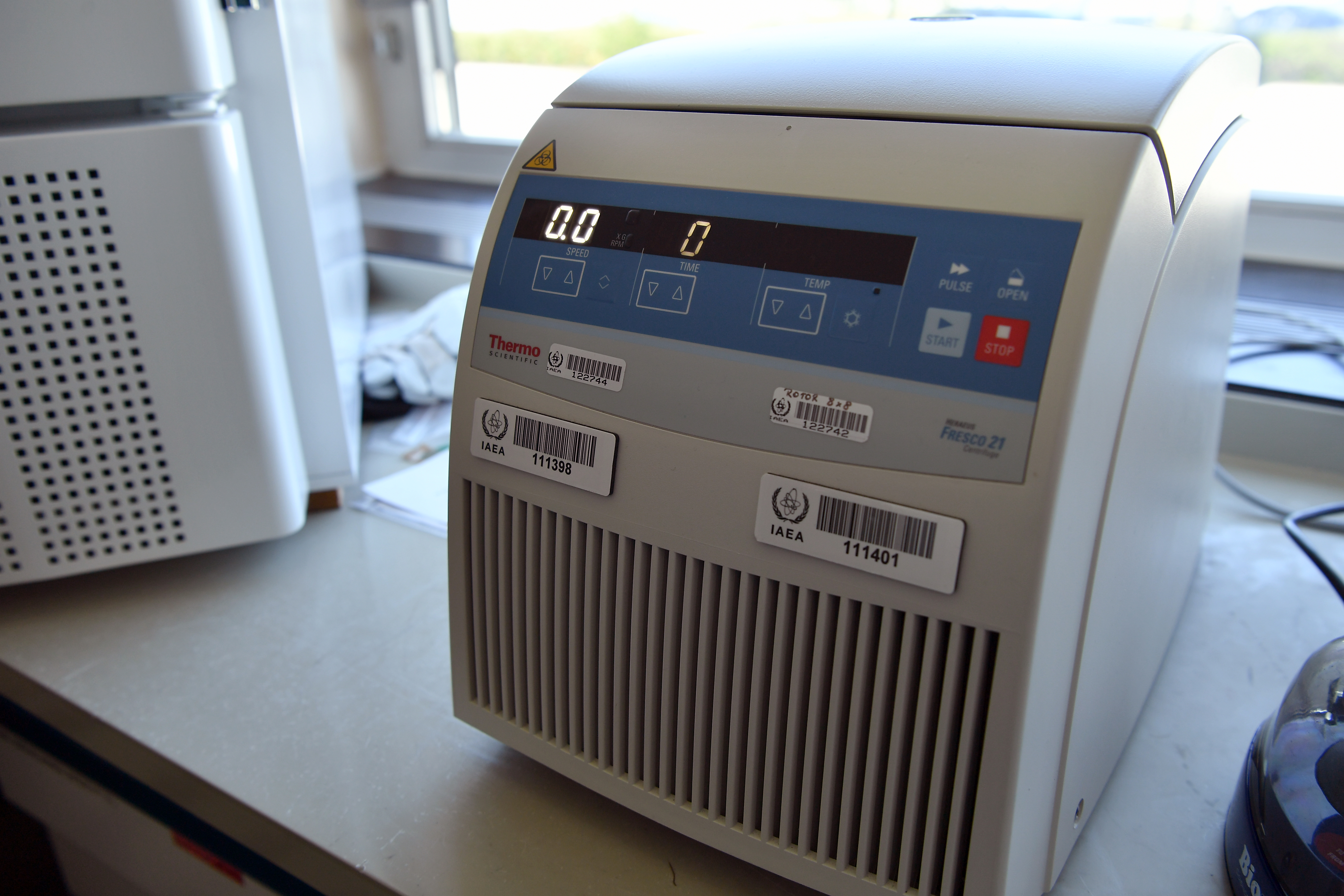
新型コロナウイルス（SARSコロナウイルス2）検査用のPCR装置の一例

基本的に、病原体は全て遺伝子検査の対象となりうるが（遺伝子を持たないプリオンを除く）、
費用的な制約もあり、臨床上、ルーチンに行われる病原体遺伝子検査はまだ限定的である。
培養が困難な病原体や迅速な同定を要する病原体の検出によく用いられる。
また、病原体の同定以外に、病原体のもつ毒素や薬剤耐性などの病原性にかかわる遺伝子の検出にも用いられることがある。
一般に、非常に鋭敏な方法であり、健常者の保菌や潜伏感染もありうる微生物（サイトメガロウイルスなど）の場合は、単に遺伝子検査で検出しただけでは疾病の原因とは断定できない。
また、死菌でも遺伝子検査で陽性になることがある。
検体中の病原微生物の遺伝子検出には、主に、PCR法（リアルタイムPCR法、マルチプレックスPCR法、RT-PCR法、LAMP法、TMA法などの核酸増幅法、および、核酸プローブ法（クラミジア・トラコマチス、淋菌など）が用いられる。

### 微生物の同定
臨床上、遺伝子検査が行われることがある微生物の例をあげる。
細菌
クラミジア・トラコマチス、淋菌、マイコプラズマ、レジオネラ、百日咳菌、肺炎クラミジア
抗酸菌
結核菌群、非結核性抗酸菌（マイコバクテリウム・アビウムおよびイントラセルラーレ（MAC））
肝炎ウイルス
B型肝炎ウイルス(HBV)、C型肝炎ウイルス(HCV)
その他のウイルス
新型コロナウイルス（SARSコロナウイルス2）、HIV-1、単純ヘルペスウイルス、水痘帯状疱疹ウイルス、サイトメガロウイルス、ヒトパピローマウイルス(HPV)、EBウイルス
ウイルス・細菌核酸多項目同時検出
近年は、血液・脳脊髄液・呼吸器検体などから、多数のウイルス・細菌の核酸を同時に検出する検査も行われる場合がある。
例をあげれば、脳脊髄液でマイクロアレイ法により、細菌（K1 抗原陽性大腸菌、インフルエンザ菌、リステリア菌、髄膜炎菌、B群レンサ球菌、
肺炎球菌）、ウイルス（サイトメガロウイルス、ヒトヘルペスウイルス6型、パレコウイルス、エンテロウイルス、単純ヘルペスウイルス1型・2型、水痘帯状疱疹ウイルス）、
真菌（クリプトコッカス）を同時に検出するものがある
。

### 微生物の遺伝子型（ジェノタイプ）
ヒトパピローマウイルス(HPV)、ヒト免疫不全ウイルス(HIV)などは、治療方針決定のための遺伝子型（ジェノタイプ）検査が行われることがある。

### 微生物の定量
C型肝炎ウイルス(HCV)、B型肝炎ウイルス(HBV)、ヒト免疫不全ウイルス(HIV)などにおいては、ウイルス感染の活動度などを評価するために病原体遺伝子の定量PCR検査が行われる。

### 微生物の薬剤耐性遺伝子関連検査
HIV-1ジェノタイプ薬剤耐性検査、抗酸菌薬剤感受性検査（結核菌群のイソニアジド、リファンピシンなどに対する感受性）などがある。
また、同定と同時に、薬剤感受性に関連する遺伝子の検査も行われることがあり、例としては、結核菌群のリファンピシン耐性遺伝子などがあげられる。

## その他の微生物同定検査
ヘリコバクター・ピロリは強力なウレアーゼを産生することを利用して、尿素呼気試験（UBT）、迅速ウレアーゼ試験などで同定されることがある。ただし、微生物検査室の検査としては通常行われない。

## 薬剤感受性検査

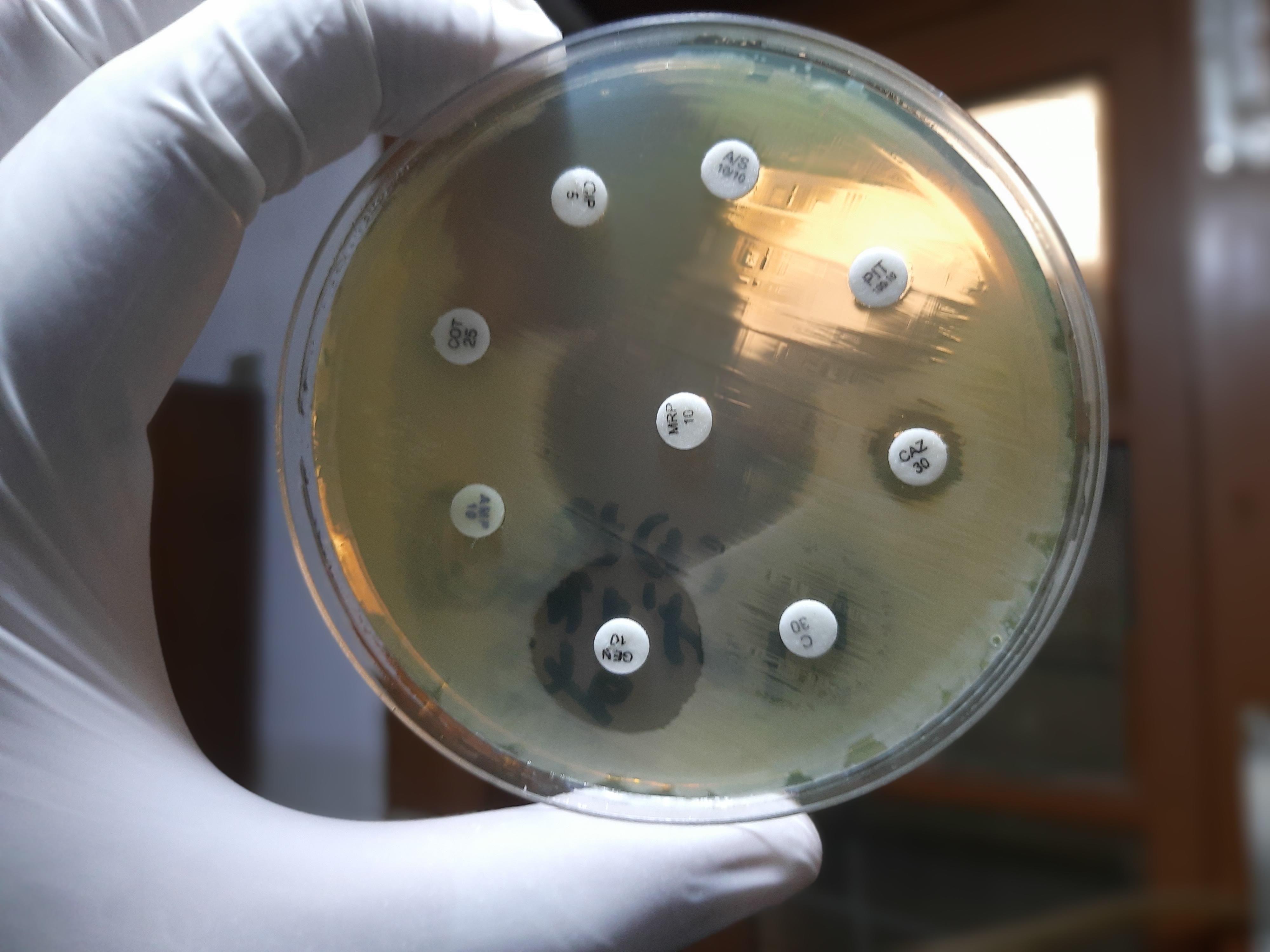
緑膿菌を塗布した培地上の抗菌薬ディスク。周辺に形成された透明な阻止円の径を計測し、薬剤ごとの判定基準に従い感性か耐性か判定する。

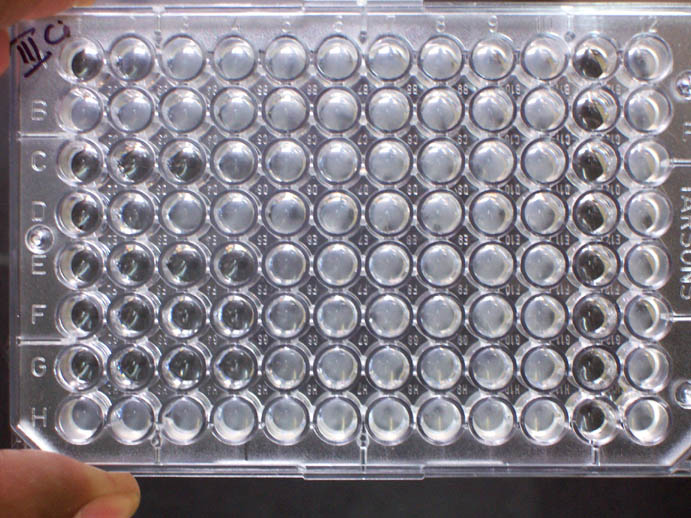
微量液体培地希釈法のマイクロプレート。混濁しているウェルには菌が発育している。

薬剤感受性検査は、細菌（および一部の真菌）を分離培養後に、一定の濃度の抗菌薬を含む培地での発育の有無により、その抗菌薬に対する感受性があるかどうかを判定するのが基本である。ディスク拡散法がよくおこなわれていたが、近年はMIC（最小発育阻止濃度）を報告できる微量液体培地希釈法が主流である。MICから抗菌薬の感性・耐性を判定する基準（ブレイクポイント）にはCLSI（米国臨床検査標準協会）のものがよく用いられる。
また、薬剤感受性検査に関連して、感染管理上、重要な多剤耐性菌の同定も行われる。例として、メチシリン耐性黄色ブドウ球菌（MRSA）、バンコマイシン耐性黄色ブドウ球菌（VRSA）、多剤耐性緑膿菌（MDRP）、多剤耐性アシネトバクター（MDRA）、バンコマイシン耐性（中等度耐性）腸球菌（VRE/VIE）、カルバペネム耐性／カルバペネマーゼ産生腸内細菌科細菌（CRE／CPE）、メタロ-β-ラクタマーゼ産生緑膿菌などがあげられる。多剤耐性菌の産生する、ESBL（基質拡張型β-ラクタマーゼ）、メタロ-β-ラクタマーゼ、カルバペネマーゼなどは、ルーチンの薬剤感受性試験と別に確認試験を行うことがある。 
その他、前述のように、遺伝子検査により薬剤耐性遺伝子を検出することもある。迅速性を重視する場合に有用である。